# Церово (Маврово и Ростуша)
Церово (мкд. Церово) је насељено место у Северној Македонији, у северозападном делу државе. Церово припада општини Маврово и Ростуша.Што се однесува до спортот,постоел Ф.К. Габер Церово.
Името го има добиено по истоименото дрво,што опфаќа голема распространетост низ шумата.
Биле организирани турнири,со соседните села: Сретково, Митрови Крсти, Горна и Долна Џоновица, Симница итн. Турнирите се одржувале во летниот период т.е.(јуни,јули, август). Просперитет било да настапуваат домашни играчи, луѓе од селото.
За жал, повеќе не постои екипата,како и од соседните села не постојат екипите,има згаснато традицијата за организирање на турнири.

## Географски положај
Насеље Церово је смештено у северозападном делу Северне Македоније. Од најближег већег града, Гостивара, насеље је удаљено 16 km јужно.
Церово се налази у оквиру вишем делу Полога. Насеље је положено на североисточним падинама планине Бистре. Југоисточно се издиже планина Буковик. Надморска висина насеља је приближно 870 метара.
Клима у насељу је планинска.

## Историја
Почетком 20. века мештани Церова су били верници Српске православне цркве. Српска народна школа отворена је 1900. године.

## Становништво
По попису становништва из 2002. године Церово је имало 19 становника.
Претежно становништво у насељу су етнички Македонци (100%).
Већинска вероисповест у насељу је православље.